# Сарос
Са́рос (греч. σάρος), или дракони́ческий пери́од, — интервал времени около 18,03 тропического года, по прошествии которого затмения Луны и Солнца приблизительно повторяются в прежнем порядке. Такая периодичность обусловлена тем, что в конце каждого сароса взаимное расположение и скорости тел в системе Земля—Луна—Солнце повторяются с очень высокой точностью. Это даёт возможность предсказывать солнечные и лунные затмения, если известны затмения с начала сароса либо предыдущего сароса.
Впервые предсказывать лунные затмения с помощью сароса научились в Древнем Вавилоне. Лучшие возможности для предсказания затмений предоставляет период, равный тройному саросу, — экселигмос (греч. ἐξέλιγμος), содержащий целое число дней, который использовался в Антикитерском механизме.
В течение одного сароса в среднем происходит 41 солнечное затмение (из них примерно 10 — полные) и 29 лунных затмений.

## Причины возникновения периодичности
Известны следующие средние значения периодов обращения Луны, влияющие на её положение относительно Солнца и размер при наблюдении с Земли:
- синодический — 29,530589 суток;
- аномалистический — 27,554551 суток;
- драконический — 27,212220 суток.

Кроме того, известен драконический год Солнца (период прохождения Солнца через один и тот же узел орбиты Луны) — 346,620047 суток.
Длительность сароса образуется за счёт почти точного совпадения следующих четырёх периодов:
- 223 синодических месяца Луны — 6585,3213 суток;
- 239 аномалистических месяцев Луны — 6585,5377 суток;
- 242 драконических месяца Луны — 6585,3572 суток;
- 19 драконических лет Солнца — 6585,7809 суток.

Несложно заметить, что все приведённые значения равны 6585 суткам с незначительно отличающейся дробной частью.
Благодаря тому что 223 синодических месяца Луны почти равны 242 драконическим месяцам, через 6585⅓ суток Луна возвращается к той же сизигии и к узлу орбиты Луны. Одновременно к тому же самому узлу орбиты Луны возвращается второе важное для наступления затмения светило — Солнце, поскольку проходит почти целое число драконических лет — 19. При этом истекают и 239 аномалистических месяцев Луны, благодаря чему соответствующие затмения в каждом саросе наступают при одинаковом удалении Луны от Земли и имеют одну и ту же длительность.
Период 6585⅓ суток составляет 18 календарных лет и 10⅓ или 11⅓ суток (в зависимости от количества високосных лет в данном периоде).

## Циклы сароса
Определённое солнечное затмение, повторяющееся с периодом в один сарос, образует цикл затмений. Каждому такому циклу присваивается определённый порядковый номер, который обычно записывают вместе со словом «сарос» (например, «сарос 138», «затмение 122 сароса»).
Поскольку сарос не является точным целым числом драконических месяцев (примерно на час меньше), то с каждым последующим саросом путь тени Луны по Земле во время солнечного затмения немного смещается на север либо на юг:
- Для затмений рядом с нисходящим узлом Луны тень Луны каждый сарос смещается на север. Таким циклам сароса присваивают чётные номера.
- Для затмений рядом с восходящим узлом Луны тень Луны каждый сарос смещается на юг. Таким циклам сароса присваивают нечётные номера.

Вследствие такого движения тени в каждом цикле сароса повторяется не бесконечное, а лишь ограниченное число затмений, после чего данный цикл сароса завершается. Цикл сароса может продолжаться от 1226 до 1550 лет и включать от 69 до 87 затмений, однако в большинстве циклов происходит 71 или 72 затмения. Из них от 39 до 59 (в основном около 43) затмений, приходящихся на середину цикла сароса, будут центральными (полными, кольцевыми или гибридными), а начальные и конечные затмения цикла сароса всегда являются частными. При указании принадлежности затмения тому или иному циклу сароса часто указывают также порядковый номер затмения в данном цикле и общее число затмений в данном цикле (например, «сарос 145 (22 из 77)»).
Для примера: цикл сароса 145 включает 77 солнечных затмений. Первое из них состоялось 4 января 1639 года (номер 1 из 77) в северной части Земли. Далее затмения этого цикла повторяются с периодом один сарос (около 18 лет), при этом тень Луны с каждым разом постепенно смещается к югу. Последнее затмение произойдёт в южной части Земли и придётся на 17 апреля 3009 года (77 из 77). Ближайшие к нам затмения этого цикла сароса имеют следующие даты:
- 31 июля 1981 года (20 из 77);
- 11 августа 1999 года (21 из 77);
- 21 августа 2017 года (22 из 77);
- 2 сентября 2035 года (23 из 77);
- 12 сентября 2053 года (24 из 77);
- 23 сентября 2071 года (25 из 77).

В любой момент времени для солнечных затмений существует около 40 активных циклов сароса (на 2021 год — ровно 40 с номерами от 117 до 156).
Понятие цикла сароса верно также и для лунных затмений, при этом для них ведётся своя независимая нумерация. В 2021 году насчитывался 41 активный цикл сароса для лунных затмений.

## Другие значения термина
Вавилонский историк, астроном и астролог Берос называет саросом календарный период в 3600 лет; меньшие периоды носили названия: нерос в 600 лет и соссос в 60 лет. Само слово сарос в греческом происходит от вавилонского sāru, означавшего число 3600. В современное употребление слово ввёл Эдмонд Галлей в 1686 году со ссылкой на византийский словарь Суда, упоминавший это наблюдение халдейских звездочётов.